# 光増幅器

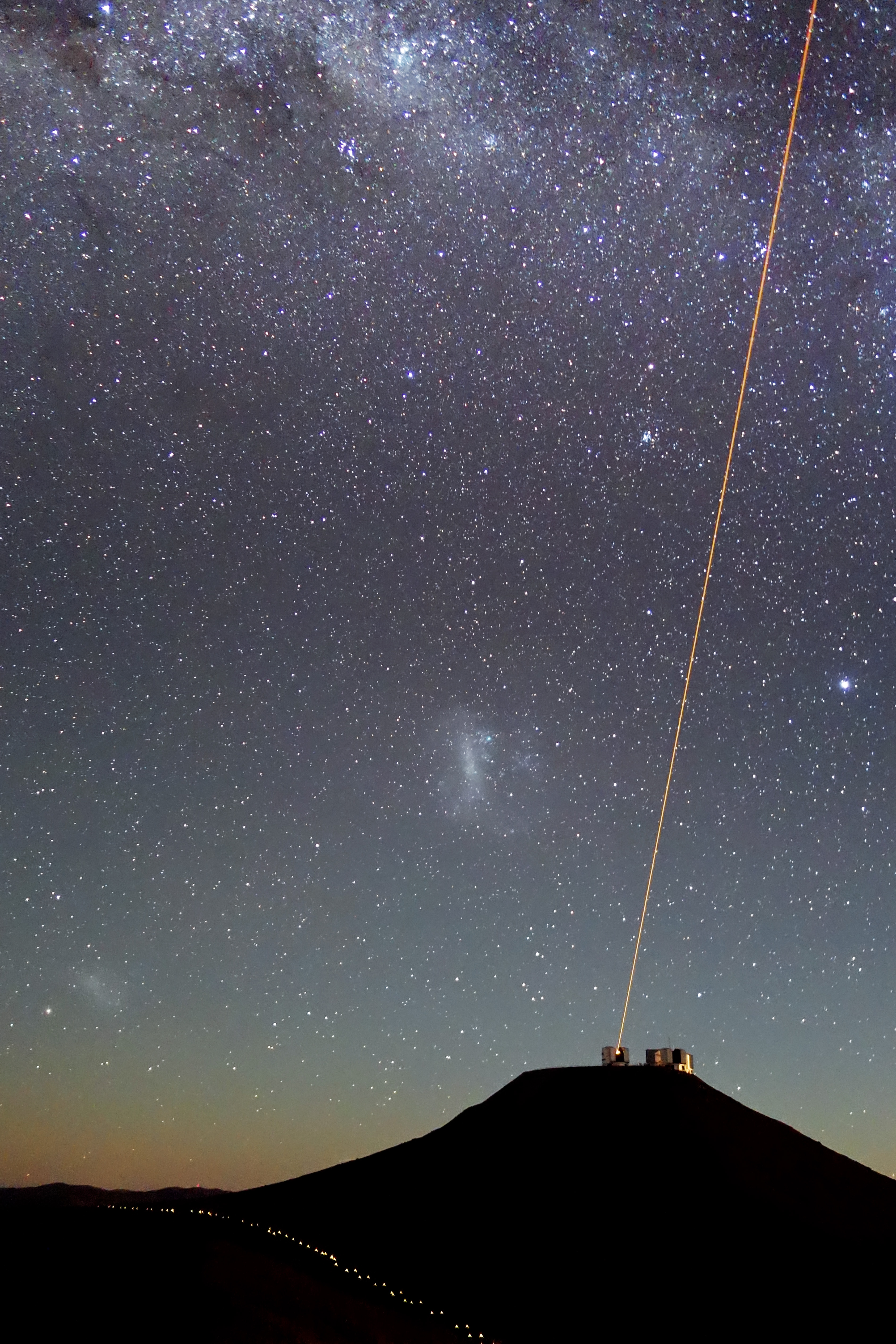
光増幅器によるレーザーガイド星

光増幅器（ひかりぞうふくき）とは光信号を電気信号に変換せず、直接光の状態で増幅する増幅器である。光増幅器は共振器のないレーザーもしくは共振による抑制のフィードバックのないレーザーともいえる。増幅器の誘導放出で入射光を増幅する。光増幅器は光通信とレーザー物理に重要である。

## レーザー増幅器
レーザー活性層でのポンプ作用でレーザーと同じ波長の光を増幅する。このような増幅器は通常高出力のレーザーシステムに使用される。回生増幅器やチャープパルス増幅器が超短パルスの増幅に使用される。

## ドープトファイバー増幅器

ドープトファイバー増幅器の作動の模式図

ドープトファイバー増幅器（DFAs）とは不純物を添加した光ファイバーを用いる増幅器である。ファイバーレーザーにも関連する。増幅すべき光信号は励起光とファイバーに入り、添加されたイオンとの相互作用によって増幅される。代表例はエルビウムドープトファイバー増幅器（EDFA）で石英ファイバーに3価のエルビウムイオン（Er3+）が添加されており、波長が980 nmまたは1,480 nmの光で励起することで、1,550 nm帯の信号光に対して増幅作用を示す。
また、長尺のドープトファイバーにより、1,580nm帯の信号光に対して増幅作用を示す。

## 半導体光増幅器 (SOA)
半導体光増幅器は増幅に半導体を使用する光増幅器である。これらの増幅器はファブリーペローレーザーダイオードに構造が似ているが、端面で反射しない設計である。最近の設計では反射防止膜と導光路が斜めになることで端面の反射を0.001%以下に抑えている。共振による損失はレーザーの増幅より大きい。
半導体光増幅器は通常 GaAs/AlGaAs、InP/InGaAs、InP/InGaAsP、InP/InAlGaAs のようなIII-V属半導体やII-VI属半導体のような直接遷移半導体で作られる。これらの増幅器は光通信システムで用いられ波長が0.85 µm から1.6 µm で利得が最大30dBである。